# Фернандес, Фредди
Альфредо Хесус «Фредди» Фернандес Саэнс, более известный как Эль Пичи (исп. Alfredo Jesús «Freddy» Fernández Sáenz, mas conocido como El Pichi) (16 января 1934, Мехико, Мексика — 10 мая 1995, там же) — мексиканский актёр театра и кино и телеведущий.

## Биография
Родился 16 января 1934 года в Мехико в семье Альфредо Фернандеса и Элисы Саэнс Рохас. Он был единственным ребёнком в семье. С детства мечтал стать актёром, поэтому с малых лет он был принят в труппу Детского театра изящных искусств под руководством Клементины Отеро. В 1949 году благодаря продюсеру Луису Манрике взяд себе псевдоним «Эль Пичи». В мексиканском кинематографе дебютировал в 1943 году и с тех пор снялся в 97 работах в кино и телесериалах. В кино работал плодотворно, в основном сыграл роли второго плана, позже стал сниматься и в телесериалах, в двенадцати из которых он сыграл главные роли и во всех двенадцати телесериалах в главных ролях снялась мексиканская актриса Эвита Муньос «Чачита». Актёры в шутку называли самого актёра и Эвиту Муньос «Чачиту» — Народные экранные супруги. В 1968 году актёр был удостоен Медаль Вирдинии Фабрегас за 25-летие актёрской деятельности, а также трижды был номинирован на премию Ariel de Plata. С 1991 по 1994 год работал телеведущим.
Скончался 10 мая 1995 года в Мехико от рака пищевода. Похоронен в семейном саду актёра, расположенного в Косумели. 

## Работы на телевидение
- 1991-94 — Мой район